# Karl Böhme (Widerstandskämpfer)
Karl Böhme (* 5. Mai 1914; † 29. Oktober 1943 in Berlin-Plötzensee) war ein Widerstandskämpfer gegen den Nationalsozialismus (Rote Kapelle).

## Leben
Karl Böhme war kaufmännischer Angestellter; er gehörte zum Widerstandskreis um Wilhelm Schürmann-Horster und Hans Coppi.
Verhaftet wurde er am 16. September 1942 in Berlin. Der 2. Senat des Reichskriegsgerichts verkündete am 30. Januar 1943 die Todesstrafe „wegen Vorbereitung zum Hochverrat in Tateinheit mit Feindbegünstigung und wegen Beihilfe zur Spionage“.